# Baptisia bicolor
Baptisia bicolor là một loài thực vật có hoa trong họ Đậu. Loài này được Greenm. & Larisey miêu tả khoa học đầu tiên.